# 알사파흐
아부 알아바스 압드 알라 무함마드 이븐 알리 압드 알라(아랍어: أبو العباس عبد الله ابن محمد ابن علي, 로마자: Abū al-'Abbās 'Abd Allāh ibn Muḥammad ibn 'Alī, 721/722년 – 754년 6월 8일)는 아바스 왕조의 첫 번째 칼리파였으며, 이슬람 역사상 가장 중요한 칼리파 중 한 명이다.
별명(라카브)인 알사파흐(아랍어: السفّاح, 로마자: al-Saffāḥ)는 "피를 흘리는 자"라는 뜻인데, 이는 그의 무자비한 전술을 지칭하는 것일 수도 있고, 아니면 그의 적들에게 두려움을 심어주기 위해서 사용되었을 수도 있다.